# Monilesaurus
Monilesaurus is een geslacht van hagedissen uit de familie agamen (Agamidae).

## Naam en indeling
De wetenschappelijke naam van de groep werd voor het eerst voorgesteld door de groep van biologen Saunak Pal, S.P. Vijayakumar, Kartik Shanker, Aditi Jayarajan en V. Deepak, in 2018. Twee soorten behoorden eerder tot het geslacht van de prachtagamen (Calotes) en staan in veel literatuur onder hun oude wetenschappelijke naam bekend.

## Verspreiding en habitat
Alle soorten komen voor in delen van Azië en leven endemisch in India. De hagedissen zijn aangetroffen in de deelstaten Bombay, Gujarat, Goa, Karnataka, Kerala, Maharashtra, Meghalaya, Tamil Nadu, Travancore, West-Bengalen en West-Ghats.

## Beschermingsstatus
Door de internationale natuurbeschermingsorganisatie IUCN is aan twee soorten een beschermingsstatus toegewezen. De soorten worden beschouwd als 'veilig' (Least Concern of LC).

## Soorten
Het geslacht omvat de volgende soorten, met de auteur en het verspreidingsgebied.
| Naam                         | Auteur                                                                          | Verspreidingsgebied                                                                                             |
| ---------------------------- | ------------------------------------------------------------------------------- | --- |
| Monilesaurus acanthocephalus | Saunak Pal, S.P. Vijayakumar, Kartik Shanker, Aditi Jayarajan & V. Deepak, 2018 | India (Meghalaya)                                                                                               |
| Monilesaurus ellioti         | Günther, 1864                                                                   | India (West-Ghats, Kerala, Tamil Nadu)                                                                          |
| Monilesaurus montanus        | Saunak Pal, S.P. Vijayakumar, Kartik Shanker, Aditi Jayarajan & V. Deepak, 2018 | India (Karnataka)                                                                                               |
| Monilesaurus rouxii          | A.M.C. Duméril & Bibron, 1837                                                   | India (Bombay, Travancore, West-Bengalen, Gujarat, Goa, Maharashtra, Karnataka, Kerala, West-Ghats, Tamil Nadu) |